# Foco na Família
Foco na Família (em inglês:   Focus on the Family) é uma organização cristã evangélica internacional que oferece programas de apoio às famílias. Sua sede é em Colorado Springs, Estados Unidos e seu presidente é Jim Daly.

## História
A organização foi fundada em 1977 por  psicólogo James Dobson para proteger os valores familiares e apoiar as famílias. Em 2003, Donald P. Hodel tornou-se presidente, substituído por Jim Daly em 2005. Em 2023, a organização tinha escritórios em 14 países e parcerias em 98 países.

## Programas

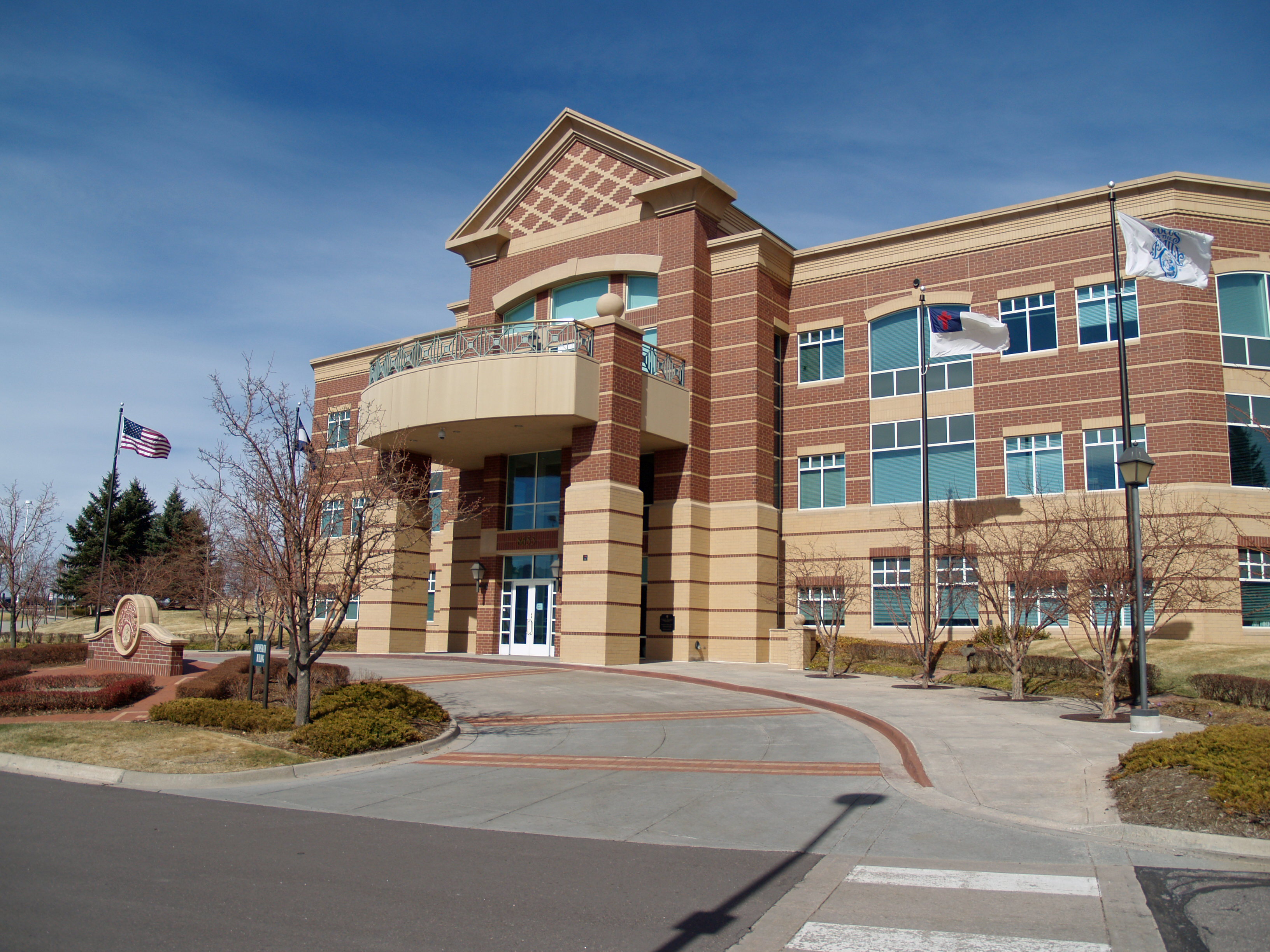
Centro administrativo.

Oferece vários programas para a família, como programas de adoção para órfãos, programas de aconselhamento matrimonial, uma revista mensal e programas de rádio.